# Criss Cross
Criss Cross (en Argentina, Sin ley y sin alma; en España, El abrazo de la muerte) es una película estadounidense de 1949 basada en una novela policíaca de Don Tracy. Robert Siodmak, uno más de los directores que vinieron de Europa a causa de la persecución nazi, consiguió con su trabajo una de las obras más sólidas de su etapa estadounidense.

## Trama
Steve Thomson (Burt Lancaster) vuelve a casa tras unos años de vagabundear por el país tras divorciarse de Anna (Yvonne De Carlo), una chica de vida alegre. Vuelve a su antiguo trabajo de conductor de un furgón blindado de transporte de dinero y trata de convencerse a sí mismo de que está empezando de nuevo, aunque también quiere volver con su exesposa. Cuando encuentra a Anna, descubre inmediatamente que está liada con el gánster Slim Dundee (Dan Duryea). Sin embargo, empiezan una aventura clandestina, en la que Steve cree neciamente que Anna volverá con él. Incluso tras la boda de ella con Slim, Steve, sigue aferrado a su destructiva obsesión, que ella alienta. Así cuando Slim los descubre juntos, Steve planea el robo de su furgón blindado en el que incluye a Slim y su banda. Los dos rivales comienzan una colaboración difícil y desconfiada, pues Steve y Anna planean traicionar a Slim. El atraco es un fracaso: Steve Thomson termina herido, consigue recuperar a la que fue su esposa y por circunstancias azarosas pasa a ser considerado un héroe por la policía. Pero Slim Dundee no perdonará la traición y los matará a ambos.

## Reparto
- Burt Lancaster ... Steve Thompson
- Yvonne De Carlo ... Anna
- Dan Duryea ... Slim Dundee
- Stephen McNally ... Teniente de detectives Pete Ramirez
- Esy Morales ... Líder de la Orquesta
- Tom Pedi ... Vincent
- Percy Helton ... Frank
- Alan Napier ... Finchley
- Robert Osterloh ... Sr. Nelson
- Griff Barnett ... Pop
- Meg Randall ... Helen
- Richard Long ... Slade Thompson
- Joan Miller ... Lush
- Edna Holland ... Sra. Thompson
- John Doucette ... Walt
- Marc Krah ... Mort
- James O'Rear ... Waxie
- John 'Skins' Miller ... Enano
- Tony Curtis aparece por 2 segundos bailando con Yvonne de Carlo